# Feralier
Feralier (lat. feralia, av feralis "som avser de döda", "som hör till dödsfesten") var i det antika Rom en festdag ägnad de döda, i första hand den egna släktens döda.
Helgdagen inföll den 22 februari och utgjorde avslutningen på en nio dagar lång högtidsperiod, parentalia.